# Eduard von Hagen
Eduard von Hagen (* 24. Juli 1834 in Erfurt; † 13. Dezember 1909 ebenda) war ein deutscher Historien- und Porträtmaler.

## Leben
Eduard von Hagen absolvierte ab dem Jahr 1850 eine dreijährige Lehre in der Kunsttischlerei seines Vaters Adolf von Hagen. Danach war er als Geselle in Wien, Paris und London tätig. Im Jahr 1856 kehrte er nach Erfurt zurück und war als Meister und künstlerischer Leiter in der Möbelfabrik seines Vaters an der Adresse Anger 30 tätig. In den frühen 1870er-Jahren bis 1877 war er Lehrer an der Königlichen Erfurter Kunstschule im Fach Modellieren. 1876 erschien im Verlag Bartholomäus seine zwanzig Seiten umfassende Schrift „Der Zeichenunterricht. Eine methodische Anleitung“.
Eduard von Hagen betätigte sich ab dem Jahr 1874 als Historien- und Porträtmaler. Zu seinen Lehrern zählten Friedrich Preller der Ältere und Karl Gussow in Weimar und Leon Pohle in Dresden. Nach dem Verkauf der Möbelfabrik durch seinen Vater, widmete sich Eduard von Hagen vollständig der Malerei und eröffnete 1878 ein eigenes Atelier am Dammweg 1 in Erfurt.
Am 2. Februar 1882 regte er in einem Schreiben an den Oberbürgermeister Richard Breslau die Gründung eines Museums in Erfurt an. Als Neffe des Malers und Zeichners Friedrich von Nerly vermittelte Eduard von Hagen der Stadt Erfurt dessen umfangreichen künstlerischen Nachlass, den Friedrich Nerly der Jüngere (1842–1919) der Stadt 1883 zum Geschenk machte. Damit wurde der Grundstein für die Gemäldegalerie des 1886 gegründeten Angermuseums gelegt. Eduard von Hagen wurde nebenberuflich der erste Konservator des Angermuseums. Am 1. Dezember 1886 war er Gründungsmitglied des Vereins für Kunst und Kunstgewerbe. 1891 war er Mitglied der Akademie gemeinnütziger Wissenschaften zu Erfurt. 1908 wurde er Ehrenmitglied des Erfurter Künstlerbundes „Drei Gleichen“.

## Werk
Eduard von Hagen malte religiöse sowie geschichtliche Darstellungen und Bildnisse. Er gestaltete Altarbilder in der Trinitatiskirche in Riga und in der Regler-, Prediger- und Barfüßerkirche in Erfurt. Werke von Eduard von Hagen sind u. a. im Besitz des Angermuseums.